# Gare de Hotarugaike
La gare de Hotarugaike (蛍池駅, Hotarugaike-eki) est une gare ferroviaire de la ville de Toyonaka, dans la préfecture d'Osaka au Japon. Elle est gérée par la compagnie Hankyu et le Monorail d'Osaka.

## Situation ferroviaire
Hotarugaike est située au point kilométrique (PK) 11,9 de la ligne Hankyu Takarazuka et au PK 1,4 de la ligne principale du monorail d'Osaka.

## Histoire
La gare de la ligne Hankyu a ouvert le 25 avril 1910. La station du monorail a ouvert le 30 septembre 1994.

## Service des voyageurs

### Accueil
La gare dispose d'un bâtiment voyageurs, avec guichet, ouvert tous les jours.

### Desserte

#### Hankyu
- Ligne Takarazuka :
  - voie 1 : direction Takarazuka
  - voie 2 : direction Osaka-Umeda

#### Monorail d'Osaka
- Ligne principale :
  - voie 1 : direction Kadomashi
  - voie 2 : direction Aéroport d'Osaka